# Saint-Germainmont

Saint-Germainmont este o comună în departamentul Ardennes din nordul Franței. În 1 ianuarie 2022 avea o populație de 813 de locuitori.